# Muiredach Tirech
Muiredach Tirech, figlio di Fiacha Sraibhtine (fl. IV secolo), è stato un leggendario re supremo d'Irlanda del IV secolo.
Prese il potere dopo aver esiliato i Tre Collas, che avevano ucciso il padre. In seguito i Collas tornarono e dopo aver cercato di provocarlo inutilmente, entrarono al suo servizio. Detronizzato da Cáelbad.